# Holger Heuermann
Holger Heuermann (* 1964 in Wagenhoff) ist ein deutscher Hochfrequenztechniker. Er ist Hochschullehrer an der Fachhochschule Aachen.

## Leben
Heuermann promovierte 1988 an der Fachhochschule Braunschweig/Wolfenbüttel. Von 1991 bis 1995 war er wissenschaftlicher Mitarbeiter an der Universität Bochum im Bereich der Hochfrequenzmesstechnik und der industriellen Anwendung von Mikrowellen. Von 1995 bis 1998 arbeitete er bei Rosenberger Hochfrequenztechnik und beschäftigte sich mit der Entwicklung von Hochfrequenzgeräten, insbesondere für die Kalibrierung von Netzwerkanalysatoren. Im Jahre 1998 wechselte er zu Infineon Technologies und leitete eine Entwicklungsgruppe für drahtlose Front-End-Module und -Schaltungen.
Seit 2002 ist er Professor an der Fachhochschule Aachen für das Lehrgebiet Hochfrequenztechnik. Seine Forschungsinteressen umfassten anfänglich passive und aktive Hochfrequenzkomponenten, das Design von HF-Front-End-Schaltungen sowie hochpräzise, Multiport- und Multimode-Streuparametermessungen.
Mit dem Aufbau des Institutes für Mikrowellen- und Plasmatechnik (IMP) wurden zwei Basistechnologien zur GHz-Plasmageneration und zur Mixed-Frequency-Messtechnik aufgebaut, die zahlreiche Applikationen erlauben. Die von Heuermann stammende Forschungsarbeit, die bereits am häufigsten genutzt wird, ist das GSOLT-Kalibierverfahren, das nunmehr in allen Netzwerkanalysatoren, die mehr als 2 Messtore haben, eingesetzt wird.
Im Jahr 2008 gründete er das Unternehmen Heuermann HF-Technik GmbH mit dem Ziel diese zwei Basistechnologien voranzubringen. Dort wurden u. a. emissionsfreie GHz-Plasmabrenner entwickelt, die gegenüber Wasserstoffbrennern den Vorteil haben, dass deren Effizienz um rund Faktor 3 besser ist. Im Jahr 2022 gab er das Unternehmen ab und im Folgejahr führte er mit dem IMP-Team mit dem abgekoppelten Plasma die größte grundlegende Innovation seiner bisherigen Laufbahn ein. 

## Privates
Heuermann ist verheiratet und Vater dreier Töchter.

## Schriften
- Mikrowellentechnik. 2. Auflage, SpringerVieweg, Wiesbaden 2023, ISBN 978-3-658-41286-9.
- Hochfrequenztechnik: Komponenten und Mess-, Funk-, RFID- sowie Lokalisierungssystem, 4., verbesserte und erweiterte Auflage. SpringerVieweg, Wiesbaden 2023, ISBN 978-3-658-37825-7.
- Hochfrequenztechnik: Lineare Komponenten hochintegrierter Hochfrequenzschaltungen. Vieweg, Wiesbaden  2005, ISBN 3-528-03980-9.
- Sichere Verfahren zur Kalibrierung von Netzwerkanalysatoren für koaxiale und planare Leitungssysteme. (= Berichte aus der Hochfrequenztechnik). Shaker, Aachen  1996, ISBN 3-8265-1495-5.